# Персийски език
Персийският език (فارسی) е ирански език от семейството на индоевропейските езици, говорен от повече от 60 милиона души в Иран, Афганистан и Таджикистан, където е официален език, както и в Узбекистан, Пакистан, Ирак и много страни по света със значителни персийскоезични имигрантски общности.
Днес персийският език, подобно на българския, е плурицентричен език и има няколко книжовни норми:
- Парси́ (Фарси) в Иран
- Дари в Афганистан
- Таджики в постсъветска Средна Азия

Парси и дари са изключително близки и използват вариант на арабската азбука, но въпреки силното арабско лексикално влияние запазват граматичните си сходства с повечето съвременни европейски езици. В същото време таджикският използва кирилица и се отличава с множество архаични характеристики, като много по-малкия брой арабски заемки, както и с чувствително руско лексикално влияние.
Съвременният персийски език е продължение на средноперсийския, официалният религиозен и литературен език в Сасанидското царство, а чрез него и на староперсийския от епохата на Ахеменидите. В продължение на векове персийският език се използва широко в художествената и научна литература в източните части на Ислямския свят. Той оказва значително влияние върху съседните му тюркски, арабски, кавказки и индо-ирански езици в Средна Азия, Близкия изток и Индия, особено върху говорения в Южна Азия урду.

## История
Съвременният персийски език е новоперсийски език, наложил се в днешен Иран и Афганистан през 11 в., след приемането на исляма, заради което той ползва разширен вариант на арабската азбука. Той измества средноперсийския, който е бил официален език на Персийската империя при династията на Сасанидите с писмена система пахлави (вариант на арамейската писменост). Преди него по тези земи до 3 в. пр.н.е. (при Ахеменидите) се е говорел староперсийският, който се е записвал чрез клинопис.

## Фонетика
Има 6 гласни (/e/, /o/, /æ/, /iː/, /uː/, /ɒː/) и 23 съгласни звука. Гласните се различават по дължина: /iː/, /uː/, /ɒː/ са дълги, а /e/, /o/, /æ/ – кратки.

## Сравнение с други индоевропейски езици
Тази таблица показва различията между трите исторически варианта на персийския, както и общите им корени с други индоевропейски езици.
| староперсийски | средноперсийски | новоперсийски   | старогръцки      | латински | немски       | български |
| pitar          | pidar           | pedar پدر‎       | patēr πατήρ      | pater    | Vater        | баща      |
| mātar          | mād(ar)         | mādar مادر‎      | mētēr μήτηρ      | mater    | Mutter       | майка     |
| brātar         | brād(ar)        | barādar برادر‎   | adelphos ἀδελφός | frater   | Bruder       | брат      |
| ?              | ducht(ar)       | dohtar دختر‎     | thygatēr θυγατήρ | filia    | Tochter      | дъщеря    |
| nāman          | nām             | nām نام‎         | onoma ὄνομα      | nomen    | Name         | име       |
| martiya        | mard            | mard مرد‎        | anēr ἀνήρ        | vir      | Mann         | мъж       |
| dadā-tanaiy    | dādan           | dādan دادن‎      | didōmi δίδωμι    | dare     | geben        | давам     |
| hischta-tanaiy | awischtadan     | istādan ايستادن‎ | histēmi ἵστημι   | sistere  | sich stellen | стоя      |
| mām            | man             | man من‎          | eme ἐμέ          | me       | mich         | мен       |
| pandsch        | pandsch         | pandj پنج‎       | pente πέντε      | quinque  | fünf         | пет       |
| hafta          | haft            | haft هفت‎        | hepta ἑπτά       | septem   | sieben       | седем     |
| utā            | ud              | va / o و‎        | kai καί          | et       | und          | и         |
| rāsta          | rāst            | rāst راست‎       | orthos ὀρθός     | rectus   | recht        | десен     |
| yaug           | dschog          | djok جوک        | skōmma σκῶμμα    | iocus    | Witz         | шега      |

## Граматика
В персийския език обичайният словоред е от вида „подлог – обстоятелствено пояснение – допълнение – глагол“. Тъй като частите на речта се различават строго една от друга, са възможни и други словореди, което прави фарси изключително подходящ за различни видове стихосложение. Граматически род няма. Единственият фактически падеж е винителният, който се изразява чрез окончание, а другите се изразяват чрез предлози. Интересно е да се отбележи, че езиците с подобен словоред обикновено използват следлози (например тюркските езици).

## Речник
Повече от половината думи в съвременния персийски са арабски заемки, има също така заемки и от турски. Много от арабските думи са възприети с арабското си множествено число.
От персийски чрез посредничеството на турски език в българския са възприети много думи: чешма, перде, пари, чимшир, чардак, хан (странноприемница), пергел, чадър, шише и т.н. В българския обаче има и по-ранни заемки от персийския, които са фонетично приспособени или с близко значение: бог, хубав, шатра.